# Kanton Bettmar
Der Kanton Bettmar  bestand von 1807 bis 1813 im Distrikt Braunschweig im Departement der Oker im Königreich Westphalen und wurde durch das Königliche Decret vom 24. Dezember 1807 gebildet.
Nach der Auflösung des Königreichs Westphalen und der Konstituierung des Herzogtums Braunschweig wurde die Landesverwaltung neu geordnet. 1814 schloss man die ehemaligen Kantone Bettmar, Braunschweig-Land (West) und Peine-Land zusammen. Der Amts- und Gerichtssitz befand sich bis 1825 in Bettmar. Am 1. Oktober 1825 wurde der Verwaltungssitz in das Landschloss Vechelde verlegt und das Amt Vechelde restituiert.
Heute sind die ehemaligen Gemeinden überwiegend Ortsteile der Gemeinde Vechelde im Landkreis Peine. Broistedt ist ein Ortsteil der Gemeinde Lengede im Landkreis Peine.

## Gemeinden
- Vallstedt
- Bodenstedt
- Köchingen
- Liedingen
- Wahle
- Sierße